# 周均俊
周均俊（Chow Kwan Chun，2000年7月8日—），香港足球運動員，現效力於香港乙組聯賽球會騰翺MG，司職守門員。

## 球員生涯
2000年出生於香港。小學就讀於獻主會聖馬善樂小學，中學就讀於九龍鄧鏡波學校。曾代表學校出戰香港中學學界足球賽事，代表九龍城區出戰第5屆全港運動會5人足球賽事。
2015年夏天加盟香港超級聯賽球會東方青年軍 。
2016年轉投香港超級聯賽球會香港飛馬預備組，參與港超預備組賽事。
2017-18年球季，轉投香港丙組聯賽球會騰翺聖約瑟，以求得到更多上陣機會，效力的2年半間於乙、丙組賽事共上陣25場。
2017年，參與《adidas Keeper Battle》，在U17組別得到季軍。
2018年，代表先科校園聯隊參與2018先科青少年埠際足球邀請賽，於初賽撲走2球12碼，帶領先科校園聯隊擊敗澳門粵華隊。決賽0：2不敌上海同濟大學第一附屬中學。
2019-20年球季，得到香港超級聯賽球會標準流浪賞識，重返頂級聯賽，主要在預備組賽事上陣。
2020年2月14日，得到首次職業聯賽上陣機會，出戰菁英盃A組賽事，正選上陣迎戰香港飛馬，却失9球。
2020-21年球季重返香港乙組聯賽球會騰翺聖約瑟，但僅一週后因新冠肺炎影響，而赛事暂停。

## 榮譽
東方
- 賽馬會青少年聯賽U16丙組冠軍（2015-16季度）

騰翺聖約瑟
- 香港丙組聯賽亞軍（2017-18季度）
- 賽馬會青少年聯賽U18乙組季軍（2017-18季度）

個人
- adidas Keeper Battle U17組季軍（2017年）
- 先科青少年埠際足球邀請賽亞軍（2018年）

## 外部連結
- 香港足總網頁球員註冊資料（页面存档备份，存于）